# جام یوفا ۷۶–۱۹۷۵
جام یوفا ۷۶–۱۹۷۵، پنجمین فصل از جام یوفا، مسابقات فوتبال باشگاهی سطح دوم اروپا بود که اکنون با نام لیگ اروپا شناخته می‌شود و توسط یوفا سازماندهی می‌شود. این دوره با قهرمانی لیورپول به پایان رسید.